# Талула (Луизијана)
Талула (енгл. Tallulah) град је у америчкој савезној држави Луизијана.

## Демографија
По попису из 2010. године број становника је 7.335, што је 1.854 (-20,2%) становника мање него 2000. године.
| Група             | 2000.         | 2010.         |
| Белци             | 2.071 (22,5%) | 1.548 (21,1%) |
| Афроамериканци    | 6.872 (74,8%) | 5.617 (76,6%) |
| Азијати           | 17 (0,2%)     | 20 (0,3%)     |
| Хиспаноамериканци | 195 (2,1%)    | 84 (1,1%)     |
| Укупно            | 9.189         | 7.335         |